# Baidu
Baidu is een Chinese zoekmachine. Baidu werd in 2000 opgericht door Robin Li en Eric Xu. Het hoofdkantoor staat in China, maar het bedrijf staat officieel geregistreerd in de Kaaimaneilanden. Op 5 augustus 2005 werd het bedrijf aan de beurs NASDAQ genoteerd, de introductiekoers was US$ 27 per aandeel. Aanvankelijke was de officiële naam van het bedrijf Baidu.com, Inc. maar dit werd in december 2008 gewijzigd in Baidu, Inc.

## Activiteiten
Baidu kent twee hoofdactiviteiten, het heeft de grootste internetzoekmachine in China, vergelijkbaar met Google, en een videokanaal iQIYI, vergelijkbaar met YouTube. Via Baidu.com of de Baidu app is de zoekmachine Baidu Search toegankelijk. De website was volgens Alexa de op vier na populairste website ter wereld in 2013 gemeten naar het aantal bezoekers en pageviews, met bijna 90% van de bezoekers afkomstig uit China. Enkele Chinese concurrenten zijn Alibaba Group, Tencent en Xiaomi. In het laatste kwartaal van 2017 telde iQIYI zo'n 420 miljoen maandelijkse actieve gebruikers en 126 miljoen gebruikers die dagelijks van het platform gebruik maakten. In december 2017 werd voor 9,2 miljard uur aan video's bekeken via het platform.
Het bedrijf is uitsluitend actief in China en behaalde hier 98% van haar omzet in 2017. De zoekmachine gerelateerde activiteiten behaalden in 2017 een omzet van iets meer dan US$ 10 miljard en de videodiensten US$ 2,7 miljard. De inkomsten bestaan vooral uit reclamegelden die klanten aan Baidu betalen. De belangrijkste kostenposten zijn voor Onderzoek & Ontwikkeling (R&D) en Algemene, verkoop en administratiekosten die elk zo'n 15% van de omzet uitmaken. Na aftrek van de kosten en belastingen resteerde een nettowinstmarge van 21% van de omzet in 2017.
Baidu heeft ook een encyclopedie opgezet, Baidu Baike geheten, die bedoeld is als concurrent van de Chinese Wikipedia maar die – in tegenstelling tot deze laatste – in sterke mate aan zelfcensuur doet. In tegenstelling tot de Chinese wiki wordt de toegang tot deze internetencyclopedie niet door de Chinese autoriteiten gestoord. Drie weken na de start telde Baidu Baike al 90.000 artikelen.
Baidu heeft ERNIE ontwikkeld, een krachtig taalmodel.

### Resultaten
| Jaar | Omzet   | Nettoresultaat | Werknemers |
| ---- | ------- | -------------- | ---------- |
| 2001 | 6       | (16)           | 1.307      |
| 2005 | 319     | 48             | 3.653      |
| 2010 | 7.915   | 3.525          | 10.887     |
| 2015 | 66.382  | 32.432         | 41.467     |
| 2016 | 70.549  | 11.596         | 45.887     |
| 2017 | 84.809  | 18.288         | 39.343     |
| 2018 | 102.277 | 22.582         | 42.267     |
| 2019 | 107.413 | (2.282)        | 37.779     |

## Aandeelhouders
Baidu kent twee aandelenklassen. De A-aandelen zijn het meest talrijk en hebben bijna dezelfde rechten als de B-aandelen. Het enige verschil is dat de B-aandelen tienmaal meer stemrecht hebben dan de A-aandelen. De grootste aandeelhouder is oprichter Robin Li met een belang van 16,1% per ultimo 2017. Er staan viermaal meer A-aandelen uit dan B-aandelen.